# 松井祐一
松井 祐一（まつい ゆういち）は、日本の特殊メイクアーティスト。
ジャンルを問わず活躍するベテランである。『女虐』、『オーディション』、『インプリント』などの特殊メイクや造形を手がけた。2003年の『キル・ビル Vol.1』でハリウッドデビューした。

## 参加作品一覧

### 映画
1986年
- 美女のはらわた 特殊美術
- 処女のはらわた 特殊美術

1987年
- キクロプス/CYCLOPS SFX

1988年
- 追悼のざわめき 特殊メイク
- 行き止まりの挽歌 ブレイクアウト 特殊造形
- 帝都物語 スペシャル・メーキャップ

1990年
- 妖怪天国/ゴースト・ヒーロー メカニカル・ダミー効果

1994年
- NIGHT HEAD/劇場版 特殊メイク

1996年
- 妖獣伝説/ドラゴンブルー SFXスーパーバイザー

1997年
- うなぎ 特殊メイク
- CURE　特殊造形
- 人間椅子 特殊造形

1998年
- カンゾー先生 特殊メイク
- リング スペシャル・メイクアップ
- らせん スペシャル・メイクアップ
- 新生 トイレの花子さん 特殊造形
- アンドロメディア 特殊造形
- 中国の鳥人 特殊造型
- 死臭のマリア 特殊造型

1999年
- リング2 特殊メイク
- 催眠 特殊メイク
- MONDAY 特殊造型
- 大いなる幻影/Barren Illusion 特殊美術

2000年
- バトル・ロワイアル 特殊メイク
- ISOLA 多重人格少女 特殊造形
- 回路 特殊造形
- サトラレ/TRIBUTE to a SAD GENIUS 特殊造形
- オーディション 特殊造型
- 千里眼 造型
- 漂流街/THE HAZARD CITY
- DEAD OR ALIVE 2/逃亡者
- 溺れる魚

2001年
- 仄暗い水の底から 特殊メイク
- バトル・ロワイアル 特別編 特殊メイク
- 殺し屋1 特殊メイク
- 狗神 特殊メイク
- コンセント 特殊造形
- カタクリ家の幸福 特殊造形
- 宣戦布告
- <黄昏流星群>同窓会星団
- 今昔伝奇/花神

2002年
- OUT 特殊メイク/造形
- AIKI 特殊造形
- リターナー 特殊人体造形
- ピンポン
- 幸福の鐘

2003年
- バトル・ロワイアルII 鎮魂歌 特殊メイク
- ゲロッパ! 特殊メイク
- キル・ビル Vol.1 special effects
- ゼブラーマン
- アンテナ

2004年
- オペレッタ狸御殿 特殊メイク
- THE JUON/呪怨 特殊メイク
- 69 sixty nine 特殊メイク
- レイクサイド マーダーケース 特殊メイク
- 漫☆画太郎SHOW/ババアゾーン（他） 特殊メイク
- 着信アリ 特殊造形
- 感染 特殊造形
- IZO 特殊造形
- ラブドガン
- 父と暮せば
- パッチギ!

2005年
- 妖怪大戦争 特殊メイク/造形
- インプリント〜ぼっけえ、きょうてえ〜 特殊メイク
- 容疑者 室井慎次 特殊メイク
- 仮面ライダー THE FIRST 特殊メイク
- グロヅカ 特殊メイク
- ノロイ 特殊造形
- 輪廻 特殊造形
- 同じ月を見ている

2006年
- 呪怨 パンデミック 特殊メイク
- 親指さがし 特殊メイク
- ナイチンゲーロ 特殊造形
- サイレン 〜FORBIDDEN SIREN〜 特殊造形
- 叫 特殊造形

2007年
- どこに行くの? 特殊メイク/造形
- どろろ 特殊造形
- 怪談 特殊造形
- 自虐の詩

2008年
- 哀憑歌 〜CHI-MANAKO〜 特殊造形

2012年
- 悪の教典 特殊造形

2016年
- テラフォーマーズ 特殊メイク・クリーチャースーツ

2017年
- 無限の住人 特殊メイクアップ（三好史洋と共同）

### テレビシリーズ
- BLACK OUT(1995年) 特殊メイク
- 世にも奇妙な物語/春の特別篇(1998年)  特殊メイク
- 世にも奇妙な物語/秋の特別編(1999年)  特殊メイク
- 天然少女萬 NEXT/横浜百夜篇(1999年) 特殊メイク
- 学校の怪談/春の呪いスペシャル(2000年) 特殊メイク/造形
- 柔らかな頬(2000年) 特殊メイク
- 世にも奇妙な物語/秋の特別編(2001年) 特殊メイク
- さとうきび畑の唄(2003年) 特殊メイク
- 3年B組金八先生/第7シリーズ(2004年) 特殊メイク
- ガリレオ(2007年) 特殊造形
- SPEC〜零〜（2013年） 特殊造形

### オリジナルビデオ
- デスパウダー(1986年) 特殊メイク
- 獣神サンダーライガー/怒りの雷鳴 FIST OF THUNDER(1995年) スペシャルメイク
- 女虐(1996) 特殊メイク
- FULL METAL 極道(1997年) 特殊造形監修
- 稲川淳二の餌食(2000年) 特殊造形
- 稲川淳二の呪界(2000年) 特殊造形
- 極道恐怖大劇場/牛頭(2003年) 特殊造形

### ゲームソフト
- the FEAR（PlayStation 2）（実写ホラーアドベンチャーゲーム、2001年にエニックス（現スクウェア・エニックス）から発売）